# Иллирийская волость
Иллири́йская во́лость — административно-территориальная единица Славяносербского уезда Екатеринославской губернии.
По состоянию на 1886 год состояла из 8 поселений, 9 сельских общин. Население — 1529 человек (789 мужского пола и 740 — женского), 199 дворовых хозяйств.
|                       | Площадь, десятин | В том числе пахотной, десятин |
| --------------------- | ---------------- | ----------------------------- |
| Сельских общин        | 2004             | 801                           |
| Частной собственности | 4764             | 1860                          |
| Другой собственности  | -                | -                             |
| В целом               | 6768             | 2661                          |

Крупнейшее поселение волости:
- Иллирия — собственническое село при реке Ольховой 35 верст от уездного города, 655 человек, 95 дворов, лавка.
- Панграцовка — собственническое село при реке Ольховке в 35 верстах от уездного города, 183 лица, 16 дворов, лавка.